# Козинська сільська рада (Миронівський район)
| Козинська сільська рада — орган місцевого самоврядування у Миронівському районі Київської області з адміністративним центром у с. Козин. Історична дата утворення: в 1924 році. Водоймища на території, підпорядкованій даній раді: річка Росавка. Сільській раді підпорядковані населені пункти: - с. Козин - с. Кутелів - с. Салів |

## Склад ради
Рада складається з 14 депутатів та голови.

### Керівний склад ради
| ПІБ                         | Основні відомості                                                                  | Дата обрання | Дата звільнення |
| --------------------------- | ---------------------------------------------------------------------------------- | ------------ | --------------- |
| Квітка Петро Станіславович  | Сільський голова, 1964 року народження, освіта, член Соціалістичної партії України | 26.03.2006   | 31.10.2010      |
| Савченко Григорій Петрович  | Сільський голова, 1956 року народження, освіта вища, безпартійний                  | 31.10.2010   | 18.03.2012      |
| Колісник Людмила Миколаївна | Сільський голова, 1969 року народження, освіта вища, позапартійна                  | 18.03.2012   |                 |

Примітка: таблиця складена за даними джерела